# مارك غودسن
مارك غودسن (بالإنجليزية: Mark Goodson)‏ هو منتج تلفزيوني ومنتج أفلام أمريكي، ولد في 14 يناير 1915 في ساكرامنتو في الولايات المتحدة، وتوفي في 18 ديسمبر 1992 في نيويورك في الولايات المتحدة بسبب سرطان البنكرياس.

## وصلات خارجية
- مارك غودسن على موقع IMDb (الإنجليزية)
- مارك غودسن على موقع الموسوعة البريطانية (الإنجليزية)
- مارك غودسن على موقع إن إن دي بي (الإنجليزية)
- مارك غودسن على موقع قاعدة بيانات الفيلم (الإنجليزية)